# 23448 Yasudatakeshi
23448 Yasudatakeshi è un asteroide della fascia principale. Scoperto nel 1988, presenta un'orbita caratterizzata da un semiasse maggiore pari a 2,6234948 au e da un'eccentricità di 0,1595379, inclinata di 12,39493° rispetto all'eclittica.